# ポッキー (1989年のコンピュータゲーム)
『ポッキー』は、1989年1月にポニーテールソフトから発売された成人向けのコマンド選択式アドベンチャーゲームであり、同ブランドのデビュー作である。
1991年7月には続編『ポッキー2』が発売された。
また、『ポッキー2』の少し前に発売された『雀ボーグすずめ』には本作を題材としたポンジャン「ポッキー麻雀」が収録されている。
本項では、『ポッキー2』についても解説する。

## あらすじ
ポッキー
名門・ポッキー学園は男女共学校ではあったものの、男子部と女子部で分かれていた。校長は健全な男女交際を推進するという名目で、男子生徒が校長印の入った下着をつけた3人の女子生徒を見つけ出す「男子選抜女子パンティ争奪獲得杯」なる大会を開催する。捕り手に選ばれた中村トオル・槍魔栗三太・親野七光の3人と、校長印の入った下着を身に着けた3人の女子生徒たちの戦いが始まる。やがて、「男子選抜女子パンティ争奪獲得杯」の真の開催目的が、校長のためのハーレム形成だったことが判明する。
ポッキー2
ポッキー学園が真の男女共学校となってから1年後、学園では伝説上の存在のはずだった「怪人赤マント」が女子生徒を襲うという事態が発生する。新聞部の部長となった美紀は、後輩の新聞部員である久美子と、ともこを引き連れ、調査を開始する。翌日、久美子は被害者からの聞き取りを行う一方、ともこは校長の奇妙な会話を耳にする。さらにその翌日、美紀は下駄箱から彼女を誘う手紙を見つける。指定された場所へ行った彼女はさらなる被害者を見つけ、手紙の送り主と思われる人物に会う。一方、久美子は目撃情報を基に校舎のはずれへ向かい、赤マントの大群に襲われる。

## 開発

### 開発（ポッキー）
本作の開発元であるポニーテールソフトは、STUDIOオフサイドという会社を前身としている。
元々他社の下請けを行っていた同社は、1988年に『華三眩』という麻雀ゲームでデビューを果たしたものの不調に終わり、心機一転という形で本作が作られた。
当時、ポニーテール代表の片山成司はグラフィックが美しいゲームがないと考えており、本作の開発に当たってはグラフィックに全力を注ぐ方針を立てた。
STUDIOオフサイド時代からのスタッフである大沢の推薦により、地元の同人誌即売会に参加していたぴろしきが原画家として起用された。
セクシー路線で行きたかった片山は、かわいらしさをうりとするぴろしきの起用に乗り気ではなかったものの、後の反響を見て安心したと『ポニーテールソフト美少女アルバム』内とのインタビューの中で振り返っている。
片山によると、「ポッキー」というタイトルは、自身がアダルトビデオの「ボッキー」を「ポッキー」と読み間違えたことに由来しており、菓子のポッキーとは無関係としている。それでも、片山は前述のインタビューの中で、江崎グリコから抗議が来るのではないかと心配だったが、覚えやすいということでこのタイトルが定着してしまったと振り返っている。

### 開発（ポッキー2）
続編『ポッキー2』は早い段階から制作発表が行われたものの、片山が徳間書店のインタビューを受けた1991年3月19日の時点ではまだ開発中であり、実際の発売は『ポッキー』の発売から2年後となる1991年7月だった。
ポニーテールソフトの片山は、両作品の発売に2年のブランクが空いた理由について、シナリオ担当のポンポコリンが製作期間中に頻繁に手直しを要求したためだと『美少女ゲーム最前線』パート5に寄せた記事の中で述べている。片山は、同様の理由からシナリオの内容も初期案から大幅にかけ離れてしまったとも振り返っている。

## 登場人物
中村 トオル
主人公。『ポッキー2』にも引き続き登場する。
槍魔栗 三太
男子チームの一人であり、怪獣の着ぐるみを着て「パンティ争奪獲得杯」参加する。
親野 七光
男子チームの一人で、ボンと呼ばれている。政治家の息子で、手段を択ばない。
今井 美紀
女子チームの一人で、トオルたちから見て妨害役にあたる。「コアラちゃん」というアイテムを持ち歩いている。
『ポッキー2』では2年生に進級し、新聞部の部長として、怪人赤マントを追う。
河合 久美子
ポッキー2の主人公。美紀の後輩で、少々生意気なところがある。
谷口 ともこ
久美子の友人。お好み焼きの第一人者を自称する。
方向音痴であり、『ポッキー2』において彼女が迷う場面では、選択肢がすべて同じ場所で表示される。
奥村 ちず子
美紀の親友。『ポッキー2』では写真部の部長として、美紀の捜査に協力している。
こずえ先生
田中 早苗
ポッキー学園の生徒。能天気で幼い人となりをしており、『ポッキー2』では幼稚園児のような服装をする場面もある。
校長
ポッキー学園の校長。
久保さやか

## 反響

### 反響（ポッキー）
『ポニーテールソフト美少女アルバム』内の作品紹介においては、目新しさはないとしつつも、ヒロインたちのかわいらしさがとびぬけて素晴らしかったとされている。また、同誌では、洋服や下着のリアルさについても評価されている。
アダルトゲームブランド・オーバーフローのメイザーズぬまきちは、影響を受けた作品として『ポッキー』を挙げている。

### 反響（ポッキー2）
『美少女ゲーム最前線パート5』での評価のうち、グラフィックの項目では5段階中の5がつけられた一方、ゲーム性の項目では5段階中3の評価がつけられ、全コマンド選択した後で再びほかのキャラクターに話しかけることによってストーリーが進行することが増えたと指摘されている。

## 関連商品
- ポニーテールソフト美少女アルバム
  - 1991年6月25日、徳間書店インターメディアより発売。